# O Maria, Deu maire
Des que Ell nasqué d'una dona,
Déu salvà a la dona;
I Ell nasqué home
Per salvar els homes.
O Maria, Deu maire (Oh, Maria, mare de Déu) és una cançó en occità, un himne a la Verge Maria. És l'única cançó de l'Escola de Sant Marçal escrita totalment en llengua vernacla (sense cap estrofa ni bordó en llatí). També és l'única cançó medieval en llengua occitana amb notació musical existent per totes les seves estrofes, que són dotze, que data de la dècada de 1090 i que es conserva en un manuscrit conegut com a MS f. lat. 1139 de Biblioteca Nacional de França. S'ha traduït de l'occità a l'anglès.

## Característiques
La cançó litúrgica "O Maria" fou pensada per transmetre la veritat sagrada a la gent en una llengua que ells poguessin entendre, encara que generalment es duia a terme a través d'una barreja de versos tant llatins com vernacles. La melodia de la peça es repeteix bàsicament a cada estrofa amb algunes variacions de menor importància. Les cançons posteriors dels trobadors, compostes en el mateix estil, mai foren transcrites amb més d'una estrofa de música. S'ha suggerit que, tal com a "O Maria", les estrofes subsegüents eren melòdicament similars amb només algunes variacions de menor importància. S'ha posat en relleu les semblances existents entre la música d'"O Maria" i la d'un himne del segle ix també dedicat a la Verge que es titula "Ave maris stella" ("Salut, estrella del mar"). Igualment s'han vist semblances entre "O Maria" i "Reis glorios, verais lums e clardatz" ("Rei gloriós, veritable llum i claredat"), que és una alba escrita pel trobador Guiraut de Bornelh (fl.c. 1200). Aquest últim pot ser un contrafactum o simplement una imitació mètrica, si bé la seva lletra no es pot suposar que tingués cap sentit religiós.